# Мовчан Віра Серафимівна
Віра Серафимівна Мовчан (30 червня 1938, місто Куп'янськ Харківської області — 17 жовтня 2023) — український науковець, філософ, доктор філософських наук (1989), професор (1991).

## Біографія
Вищу освіту здобувала у Львівському педагогічному інституті, а після переведення навчального закладу до Дрогобича стала студенткою музично-філологічного факультету Дрогобицького педагогічного інституту імені Івана Франка, який у 1962 році закінчила з відзнакою.
У 1964—1969 роках — асистент кафедри філософії Дрогобицького державного педагогічного інституту імені Івана Франка.
У 1969—1972 роках — аспірант кафедри етики, естетики та логіки при Київському державному університеті імені Тараса Шевченка.
У 1972—2016 роках — викладач, доцент, професор кафедри філософії Дрогобицького державного педагогічного інституту (університету) імені Івана Франка.
У 1989—2004 роках — завідувач кафедри філософії Дрогобицького державного педагогічного інституту (університету) імені Івана Франка.
У 2004—2007 роках Віра Мовчан була членом комісії з культури науково-методичної ради МОН України та членом ДАК з освіти, науки і мистецтва, у 2004—2013 роках — членом спеціалізованої вченої ради при Львівському національному університеті імені Івана Франка. Входила до складу видавничих рад та редакційних колегій ряду фахових наукових видань, зокрема «Філософські пошуки», «Людинознавчі студії», «Проблеми гуманітарних наук. Наукові записки ДДПУ». 
Наукові дослідження: етико-естетичні та культурологічні аспекти духовного життя особистості. Автор понад 200 наукових праць (монографій, навчальних посібників, статей) з питань етики, естетики та культурології. За багаторічну сумлінну працю відзначена медаллю «Ветеран праці», а також знаком «Відмінник освіти України».
Померла 17 жовтня 2023 року.

## Основні наукові праці
- Українська культура: Традиція і сучасність: Навч.посібник. Львів, 1994.
- Діалог культур. Україна в світовому контексті. Львів, 1996.
- Людина і мистецтво в гуманітарних вимірах. Львів, 1997.
- Історія і теорія етики: Курс лекцій. Дрогобич, 2003.
- Етика: Навч.посібник. Київ, 2007 і 2012.
- Естетика: Історія і теорія. Жовква, 2011.
- Естетика: Навч.посібник. Київ, 2011.